# Styled to Rock
Styled To Rock é uma série britânica de reality show transmitida através do canal televisivo Sky Living, com produção executiva pela cantora barbadense Rihanna. Os participantes competem entre si para criar a melhor roupa para um ou mais artistas escolhidos por semana. O músico seleccionado escolhe o vestuário preferido, e um concorrente é eliminado por semana. 

## Temporadas

### 1.ª temporada
A sua estreia ocorreu a 14 de Agosto de 2012.
Os três mentores dos candidatos foram Nicola Roberts, Henry Holland e Lysa Cooper. As celebridades escolhidas para cada participante foram Kanye West (que não conseguiu estar presente e Rihanna acabou por escolher o fato vencedor), Cheryl Cole, Katy Perry, Scissor Sisters, Pixie Lott, Rizzle Kicks, Tinchy Stryder, Little Mix e Little Boots.